# Breakthrough Listen
Breakthrough Listen (engl., deutsch ‚Durchbruch: Lauschen‘) ist ein privat finanziertes SETI-Forschungsprojekt und Teil des Programms Breakthrough Initiatives. Das Projekt wurde am 20. Juli 2015 von Juri Milner, Stephen Hawking, Frank Drake, Geoffrey Marcy, Ann Druyan und Martin Rees in der Royal Society in London angekündigt und wird von Juri Milner mit vorerst 100 Mio. USD unterstützt. Für die Suche nach Signalen möglicherweise existierender technischer Zivilisationen im All werden das Radioteleskop in Green Bank, das optische Teleskop Automated Planet Finder des Lick-Observatoriums in den USA und das Parkes-Radioteleskop in Australien eingesetzt. Das Projekt soll zehn Jahre dauern. Projektziel ist es, u. a. eine Million erdnahe Sternensysteme, die hundert nächsten Galaxien und das galaktische Zentrum nach Anzeichen extraterrestrischer Intelligenz zu scannen. Alle erlangten Teleskopdaten sind Open Data, die verwendete Software Open Source und es erfolgt eine Kooperation mit SETI@home.

Das Green-Bank-Observatorium

Mit Stand Juni 2019 wurden im Rahmen dieses Projektes keine Signale gefunden, die einen künstlichen Ursprung nahelegen.
Im Dezember 2020 gab das SETI-Institut bekannt, dass man mit BLC1 einen Kandidaten für ein Radiosignal entdeckt hat, das möglicherweise von Proxima Centauri, dem uns nächstgelegenen Stern, stammt. Die Möglichkeit eines nichtnatürlichen außerirdischen Ursprungs wird jedoch skeptisch beurteilt.